# Мефодий (Канчуга)
Епископ Мефодий (словац. Biskup Metod, в миру Михал Канчуга, словац. Michal Kančuha; 28 марта 1921, деревне Вышний Орлик, Словакия — 6 мая 1982, Колин, Чехия) — епископ Чехословацкой православной церкви, епископ Требишовский, викарий Михаловской епархии.

## Биография

### Ранние годы
Родился 28 марта 1921 года в деревне Вышний Орлик (ныне — район Свидник, Прешовский край, Словакия) в семье Элиаша (Илии) Канчуги и Анны, урождённой Езусковой. Его глухонемой отец владел хатой с двумя гектарами полей, а мать время от времени работала горничной. Она заботилась ещё о трёх детях — старшей дочери Марии и двух сыновьях Юрае и Андрее. Родители, особенно мать, воспитали детей в вере и религиозном духе греко-католической церкви; официальные публикации игнорируют этот факт, религиозный профиль семьи лишь напоминает о материалах, связанных с хиротонией Канчуги, но, видимо, уже со сдвигом — согласно официальной биографии, мать воспитала его в любви к «прадедовской православной церкви». С раннего возраста он регулярно посещал храм и участвовал в богослужениях. Он ходил в народную школу в своей родной деревне.
В возрасте 12 лет он остался сиротой. Примерно в 1935 году в возрасте 14 лет, после окончания школы, он нашёл убежище в православном монастыре святого Иова Почаевского в деревне Ладомирова, расположенной недалеко от Вышнего Орлика, где он до сих пор жил. Ладомировский православный центр стал ключевым местом распространения православия в регионе северо-восточной Словакии, причём спектр его деятельности охватывает сферу пастырского попечения, организации церковных общин, воспитания священнической молодёжи, культурной и социальной работы, направленной не только на взрослых, но и сосредоточенной о работе среди детей, молодёжи, подрастающего поколения, заботе о социально слабых семьях. Молодой Михал Канчуга оказался в этой среде, ещё не будучи монахом, но монастырь предоставил ему возможность научиться здесь набору текста. Он пришёл в монастырь то время, когда харизматичный архимандрит Виталий (Максименко), основавший данный монастырь и игравший ключевую роль в деятельности миссии, покинул общину, поскольку был направлен в качестве епископа в Северную Америку в 1934 году, но система работы, которая запечатлела миссию, уже имела такие твёрдые особенности, что окружающая среда, в которой он оказался, не могла не повлиять на него. Он был принят архимандритом Саввой (Струве).
Если опираться на данные, содержащиеся в его официальной биографии, то профессию печатника он получил в Ладомировой или, по крайней мере, приобрёл к ней положительное отношение на всю жизнь, а опыт этой деятельности использовал в дальнейшем на других рабочих местах. В то же время он решил посвятить свою жизнь служению Богу в качестве монаха. Он пишет, что начал изучать богословие и готовился к поступлению в монастырь. В пользу этой версии говорит тот факт, что он должен был провести два года (1937—1939) в Почаеве на Волыни в Свято-Успенской Лавре (ныне Тернопольская область Украины), где окончил богословский курс. Он вернулся в Ладомирову в 1939 году, что могло быть связано с быстро обострившейся международной обстановкой, когда Польша стала жертвой Второй мировой войны. Неопределённость в эту интерпретацию вносит утверждение о том, что жизнь Михала Канчуги среди братии не была беспроблемной и, по-видимому, привела к временному отделению, и этот пробел якобы был заполнен годичным (в 1936 году, по другим источникам двухлетним) пребыванием в Югославии, где он якобы стремился возможность получить богословское образование. Согласно материалам Чехословацкой госбезопасности, подтверждающим спорность совместного проживания Канчуги с братьями в Ладомировском монастыре, прерывание его пребывания было вызвано его отъездом в Мукачево, где он якобы хотел снискать расположение епископа Дамаскина (Грданички) и тем самым обеспечить «быструю карьеру». Однако у него ничего не получилось, поэтому он быстро вернулся в Ладомирову. Госбезопасность предлагает ещё одну версию: в 1937 году епископ Дамаскин (Грданички) пригласил Михала Канчугу учиться в Сербию, но через два месяца он вернулся оттуда и был направлен в Почаевскую лавру.

### Военная служба и принятие сана
События 1940-х годов, вызванные и связанные с экспансией нацистской Германии, также оказали значительное влияние на жизнь Михала Канчуги. 1939—1942 годы снова провёл в Ладомировском монастыре. 1 октября 1942 года он покинул его, потому что был призван на военную службу в словацкую армию и оказался в Бардеёве, а затем в пехотном полку в Прешове. Судя по всему, весной 1943 года в составе 20-го стрелкового полка так называемой «Быстрой дивизии» он оказался на Восточном фронте на оккупированной территории Советского Союза, в Крыму. Когда осенью 1942 года летнее наступление вермахта остановилось, и Красная Армия после первых успехов под Сталинградом начала теснить немцев и их союзников на запад, Словацкая дивизия быстрого реагирования была эвакуирована с Кавказа первой в район Керченского полуострова и, наконец, в Крым, и силы были перегруппированы, а часть армии заменена призывниками 1942 года, среди которых была и Михал Канчуга. Оттуда он переехал в Мелитополь (ныне Запорожская область).
Будучи солдатом, он сначала был назначен на должность помощника командира Войтовича (после войны капитан Корпуса национальной безопасности в Братиславе), а затем работал в канцелярии репортёром в штабе полка. Ушёл из армии в звании капрала (desátník). Так что никаких командных полномочий и возможности принимать самостоятельные решения у него не было. Уходы из части можно было правдоподобно объяснить тем, что его главным интересом в то время было получение священнического рукоположения, которое завершило бы его довоенное духовное руководство, и в то же время дало бы ему возможность уйти из армии в запас и перейти в Словакию. Поэтому он, скорее всего, искал способ достижения этой цели, при этом делая всё не только с ведома, но и с одобрения своего начальства и военного начальства. В нотариально заверенных копиях мы имеем в своем распоряжении как разрешение командира 20-го стрелкового полка подполковника Кароля Хайдлера от 28 июля 1943 года о вступлении тогдашнего вольноотпущенника Михала Канчуги в монашеский статус и рукоположении в приходские священники Православной Церкви, а также о подтверждении епископа Мелитопольско-Таврического Серафима (Кушенерука), который был иерархом Украинской Автономной Православной Церкви, что 30 июля Михал Канчуга был пострижен в монашество с именем Мефодий, днём позже в храме святого Алексия в Мелитополе был рукоположен во иеродиакона, а 1 августа — во пресвитера.
На основании этих фактов Канчугу должны были уволить с действительной службы в запас 1 августа 1943 года. Неизвестно, была ли буква военного закона (§ 16/3) выполнена немедленно и удалось ли Канчуге таким образом избежать разгрома своей воинской части в октябре 1943 года южнее Каховки. С одной стороны, в своих биографиях он неоднократно датировал своё вступление в свой первый священнический сан 1 августа 1943 года, но сообщение министерства национальной обороны в Братиславе, адресованное архиерейскому управлению Православной церкви в Лютине, район Сабинов (администратор Василий Соловьёв, об увольнении Канчуги в запас), датирован аж 27 января 1944 года, пока военкомат пишет о переводе в будущем времени, он все равно должен быть отправлен в бой. Мефодий (Канчуга) появился в Банской Быстрице в 1944 году. Утверждение о том, что он руководил местной религиозной общиной, вероятно, преувеличено, так как её легальное создание произошло только после войны.

### Участие в Словацком национальном восстании и партизанском движении
1944 год и последние месяцы Второй мировой войны — довольно бурный период в жизни Канчуги, который имеет два взаимосвязанных измерения. Первое — это его участие в Словацком национальном восстании и событиях, последовавших за его подавлением, второе связано с вмешательством в историю (послевоенной) Православной церкви в Чехословакии. Неизвестны точные обстоятельства участия Мефодия (Канчуги) в Словацком национальном восстании, начавшимся 29 августа 1944 года в Банской Быстрице, но можно предполагать, что большую роль сыграло то, что за несколько дней до этого, 15 августа, он был назначен секретарём архиерейского управления протоиереем Василием Ивановичем Соловьёвым (1895—1949), администратором Прешовской части Мукачево-Прешовской православной епархии. Как секретарь епископской администратуры Православной Церкви в Восточной Словакии по радио из Банской Быстрицы призывал православных священников и верующих бороться за освобождение от фашистского рабства на стороне «свободных народов», водимых Советским Союзом.
Он стоял за созывом съезда представителей Православной церкви, состоявшегося в Банска-Бистрице 4 сентября 1944 года, на котором присутствующие высказались о действующем словацком правительстве и восстании. Они приветствовали наступление Красной Армии и её освободительную борьбу, а вместе с тем и идею перехода местной православной общины в юрисдикцию Русской православной церкви, содержавшуюся в дани уважения тогдашнему митрополиту ленинградскому Алексию (Симанскому), ставшему предстоятелем Русской православной церкви в феврале следующего года, был впервые услышан на заседании. По-видимому, основанием для этого служит тот факт, что 20 октября 1944 года Мефодий (Канчуга) написал митрополиту Алексию (Симанскому), подробно информировав его об истории и настоящем Мукачево-Прешовской епархии и прося о покровительстве православным и отправке делегатов Русской Православной Церкви, которые бы на востоке бывшей Чехословакии помогли консолидировать и организовать Православную церковь. В то же время секретарь администрации мог полагаться на мнения, или впечатления и знания, полученные им во время сентябрьских переговоров с людьми, стоявшими во главе восстания. 5 сентября 1944 года православная делегация совещалась с председателем Словацкого национального совета, а также была принята уполномоченным по вопросам просвещения и национального образования. В конце сентября она посетила начальника главного партизанского штаба Алексея Никитича Асмолова, который предложил Мефодию (Канчуге) обеспечить связь с Москвой через Рудольфа Сланского, представителя коммунистического иностранного сопротивления на Востоке в руководстве повстанцами.
Оккупация Банска-Бистрицы немецкими войсками в конце октября 1944 года оказала тяжелое воздействие не только на повстанцев, но и на местную православную религиозную общину. Её собственность была взорвана, один из её представителей был застрелен, остальным, включая Михала Канчугу, удалось бежать и в основном присоединились к партизанскому движению. В автобиографической сводке священнослужитель объявил себя партизаном за период с 7 октября 1944 года по 26 января 1945 года. В 1948 году он был награждён медалью за партизанскую деятельность, а также какое-то время работал в Союзе национальной революции (Союзе народных борцов с фашизмом), так что в достоверности этой информации сомневаться не приходится. Однако официальные материалы об этом периоде жизни Мефодия (Канчуги) очень скудны. Известно, что на первом этапе он присоединился к партизанскому отряду майора Петрова. В конце октября 1944 года часть вошла в состав партизанской бригады «Смерть фашизму», действовавшей в районе Балаже — Шпанья-Долина — Старе-Горы — Доновалы. Она развивала деятельность до марта 1945 года, но Мефодия (Канчуги) в ней уже не было. С большой долей вероятности, где-то в конце 1944 года он перешёл в Липинский партизанский отряд, которым руководил Иван Демек. Он нашёл место для деятельности сопротивления в районе Бардейова и был связан с партизанским отрядом имени Чапаева в Сланских Врхах и партизанским отрядом имени Александра Невского, который двинулся в Черговские горы с территории сегодняшней Польши. Конец войны Канчуга прожил недалеко от родного края. Из эпизодов мы узнаём, что в январе-феврале 1945 года он работал администратором типографии и участвовал в деятельности Первого национального комитета в Бардейове, где был членом совета. На этот период приходится и его вхождение в Коммунистическую партию Словакии, в этом случае можно говорить о влиянии упомянутого командира партизан Ивана Демека, находившегося в его нелегальных структурах. Похоже, что даже после подавления Словацкого национального восстания, Мефодий (Канчуга) не совсем потерял связь с православной церковью. Это объясняет, почему он переехал в Кошице 1 мая 1945 года и представился там духовным администратором православной религиозной общины.

### Священническое служение в 1945—1949 годы
В первые недели и месяцы после окончания Второй мировой войны игумен Мефодий (Канчуга) был одним из видных деятелей Православной Церкви в Чехословакии, принявшим решение о её дальнейшем направлении. Он отражал современные ему взгляды и пожелания многих православных, поэтому нельзя считать неожиданностью, что в 1945 году Мефодий оказался среди выходцев из мукачевской части епархии, которые прилагали те же усилия, что и он, в направление Русской православной церкви. Однако они оказались более оперативными и в декабре 1944 года отправили в Москву представительную делегацию, которая договорилась с Патриархом Алексием I об изменении юрисдикции, переходе из юрисдикции Сербской православной церкви к Русской. Это было вмешательство в права Сербской православной церкви, которая с конца 1944 года стремилась создать условия для возвращения своего епископа Мукачевско-Прешовского Владимира (Райича). В 1945 году ситуация ещё больше осложнилась тенденциями к выходу Подкарпатской Руси из состава Чехословацкой Республики, что привело к подписанию договора между Чехословакией и СССР от 29 июня 1945 года о присоединении этой территории к УССР. Непонятная ситуация должна была быть разрешена. В мае 1945 году администратор Соловьёв вместе с Мефодием (Канчугой) совершили поездку в Мукачево и Ужгород. Сразу после этого, 30 мая 1945 года в Бехерове и 29 сентября 1945 года в Ладомировой, состоялись конференции православного духовенства для оценки положения и решения судьбы епархии. Затем последовали переговоры с делегатом Русской православной церкви архиепископом Фотием (Топиро) в Праге (с участием Михаила (Канчуги)) и попытка епископа Владимира (Райича) остановить начавшийся процесс. Ещё одна конференция священников 8 ноября 1945 года в Ладомировой, резолюцию которой также подписал в том числе игумен Мефодий (Канчуга) — как «секретарь правления и управляющий приходом в Прешове и Кошице», выбрала юрисдикцию Русской православной церкви как её окончательная и неизменная позиция. В августе 1945 года Мефодий (Канчуга) письменно потребовал от Украинского национального совета Пряшевщины представительства православных и духовенства в Словацком национальном совете.
Встречаются утверждения, что сразу после войны он был среди кандидатов в епископы, а после назначения экзарха Елевферия (Воронцова), архиепископа Пражского и всей Чехословакии (1946), стал его представителем в Словакии. Это кажется маловероятным. Более достоверны данные о роли Мефодия (Канчуги) в учреждении Прешовско-Словацкой епархии в 1947 году. Её официальное учреждение состоялось 25-26 апреля 1947 года на съезде православного духовенства в Прешове. Канчуга исполнял обязанности секретаря комитета, которому была поручена подготовка церковного собрания, и выполнял эту функцию и во время него. Он был человеком, стоящим на заднем плане, главное слово было у архиерейского администратора Георгия Кузана и протоиерея Андрея Кудринского, но это не значит, что он был рядовым участником этого ключевого для Православной Церкви в Словакии события. На очередных выборах он был избран главой (председателем) второго по значимости органа епархии — отдела образования, и с этой должности стал членом епархиального комитета, управляющего делами православной епархии. В то же время он представлен в качестве заместителя в группе делегатов, представляющих Прешовско-Словацкую епархию в Совете экзархата в Праге. Его подпись стоит на всех документах об итогах апрельского Учредительного съезда как в Москве, так и в Братиславе. Участники избрали первым архиереем экзарха Елевферия (Воронцова), и он временно занимал эту должность до того, как на эту кафедру 12 февраля 1950 года был рукоположен Алексий (Дехтерёв).
К 1947 году относится издание Мефодием (Канчугой) «Православного молитвослова». В 1948 году Мефодий (Канчуга) всё ещё работал духовным администратором в Кошицах. Он основал и как самозанятый владел книжным магазином, в котором продавал русскую литературу и периодическую печать. Известно, что он состоял в Союзе чехословацко-советской дружбы. Тогда же он стал и первым редактором только что основанного ежемесячного журнала «Свет православия» («Svet pravoslávia»). Это была центральная газета Православной Церкви в Словакии, издававшаяся на русском языке. Здесь он опубликовал несколько обзорных статей, посвященных зарождению Православной Церкви в Словакии. В следующем году он передал редакцию И. С. Шелепецкому, но печатал там статьи до 1951 года. За годы работы в Кошицах в нём вновь пробудилось и углубилось желание получить более глубокое образование. Оно сопровождало его и в последующие годы. За время работы окончил Русскую реальную гимназию в Гуменном, где сдал аттестат зрелости в 1950 году. В 1948 году он попытался поступить на учёбу в Московскую духовную академию; ему это не удалось, говорят, что он не хотел подчиняться её режиму формирования личности в общине, да и то, что его отношения с экзархом не были идеальными, вероятно, тоже сыграло свою роль; переговоры с представителями Русской православной церкви, вероятно, проходили где-то в июле-августе, когда он ездил в Москву и Тбилиси в составе официальной делегации Чехословацкой православной церкви во главе с митрополитом Елевферием (Богоявленским) на празднование 500-летия автокефалии Русской православной церкви и на совещании представителей православных автокефальных церквей; он был единственным представителем православных из Словакии.

### Служение в Чирче. Конфлиткты
В 1950 году переведён служить из Кошице в село Чирч тогдашнего района Сабинов, у северо-западного подножья Черговских гор. Он официально получил задание консолидировать там церковную общину. Это произошло вскоре после Прешовского собора 28 апреля 1950 года, на котором было объявлено о ликвидации Греко-Католической Церкви и последующем переходе её священников и верующих в Православную церковь. Православная община по понятным причинам не была готова к изменениям такого масштаба — в то же время Чирч представлял собой традиционный центр религиозной жизни греко-католической церкви, поэтому появление сильной личности, имевшей предпосылки справиться с ситуацией, поэтому появление сильной личности, у которой были предпосылки справиться с ситуацией, не было лишено своей логики. Установленные факты подтверждают гипотезу о возникновении кризисной ситуации, которая привела к переводу. С одной стороны, у нас есть указания на то, что Мефодий (Канчуга) вступил в конфликт с кем-то из руководства религиозной общины в Кошицах и её состав был изменён, в то же время возникли подозрения, что сразу после Прешовского Собора он участвовал в захвате имущества греко-католической церкви; однако расследование мошенничества якобы не подтвердило обвинение. О разладе говорит тот факт, что с 4 декабря 1950 года по 24 февраля 1951 года Мефодий (Канчуга) работал в типографии «Правда» в Прешове, и только тогда он стал духовным администратором православной общины в Чирче. На его неудовлетворённость указывает тот факт, что он позже претендовал на должность клирика в Братиславе, что было отвергнуто его начальством как на уровне всей церкви, так и на уровне епархии.
Некоторый вес имеют утверждения круга о том, что он вел очень активную деятельность в направлении Министерства национальной безопасности в Праге, куда он направил не менее пяти писем с описанием «неугодной деятельности различных лиц», занимающих «важные посты». в православной церкви. Именно эта «причастность» привлекла к нему внимание СБ и предложение о сотрудничестве со стороны органов безопасности. Чехословацкая госбезопасность утверждает, что он действовал по указанию Министерства национальной безопасности в Праге, которому он отправил по меньшей мере пять писем с описанием «вредной деятельности различных лиц», занимающих «важные посты» в Православной церкви. Именно эта «причастность» привлекла к нему внимание госбезопасности и предложение о сотрудничестве со её стороны.
Пребывание игумена Мефодия (Канчуги) в Чирче было не очень счастливым. В частном порядке он был нездоров, и его личные и официальные сообщения показывают, что лишения повлияли на его психику до такой степени, что он обратился за профессиональной медицинской помощью. С другой стороны, однако, нельзя исключать, что ссылки на проблемы со здоровьем были частью его тактической процедуры при попытке добиться перевода в другое место — он указывал на труднодоступность медицинского учреждения. В то же время, правда, именно в этот период (1952 год) из-за его бестактного, эмоционального, небрежного и излишне радикального поведения произошли два крупных конфликта с начальством, что в конечном итоге привело к его уходу от активного пастырского служения. Он стал нежелательной персоной для церковных кругов и Государственного управления по делам церкви. Первое дело в Чирче было связано с отношением Мефодия (Канчуги) к официальному решению отмечать все праздники единообразно, по григорианскому календарю. Проблема заключалась в том, что в результате разделения календарных дней праздничные службы в Православной церкви, регулируемые по юлианскому календарю, происходили в будни, рабочие дни. По мнению государственного аппарата, это нарушило рабочий процесс и строительство нового общественного порядка и привело к потере национального богатства. Когда церковный секретарь Окружного национального комитета в Сабинове Франтишек Чирч издал по этому поводу циркуляр и приказал православным отмечать праздники по григорианскому календарю, священнослужитель Канчуга отказался и публично раскритиковал это. Поэтому его пригласил на собеседование секретарь районной церкви. Он отказался от канцелярской повестки по состоянию здоровья, поэтому Франтишек Чирч обратился за помощью в Службу национальной безопасности и под предлогом нарушений в его удостоверении личности (что в итоге оказалось правдой, так как Мефодий (Канчуга) не прописался по месту жительства после назначения) на следующий день предъявили его службе безопасности. Там он дождался его, запер в комнате и подверг допросу. Все это, естественно, вылилось в бурный обмен мнениями, взаимную ругань, угрозы и оскорбления, а ситуация грозила привести к физическому нападению. В поданной жалобе Мефодий (Канчуга) заявил: «Он схватил табуретку, хотел меня ею ударить». Он швырнул его на землю к моим ногам, стучал кулаками по столу и все приближался ко мне, желая убить. Таким страшным, почти невероятным образом, он мучил меня почти два часа и успокоился только тогда, когда в комнату, которая была все время закрыта, ломились люди, стоявшие в коридоре отделения MNV.
Дело имело своё продолжение и завершение в Государственном управлении по делам церкви в Праге и Братиславе. Расследование государственных органов завершилось, как и ожидалось. Секретарь районной церкви отрицал, что беседа со священнослужителем Мефодием (Канчугой) каким-либо образом выходила за обычные рамки таких встреч, его показания давались в искаженном виде, а жалоба содержала ложные сведения. Канчуга — психически больной человек («много раз у него можно увидеть признаки потери памяти»), а подоплекой конфликта является личная предвзятость как игумена, так и епископа Алексия (Дехтерёва) к персоне районного церковного секретаря, потому что он отказался от их (несанкционированных) запросов. Разговор с районным церковным секретарём быстро перешёл от защиты к атаке. Францишек Чирч утверждал, что дело было не столько в юлианском календаре, сколько в том, что он призвал Канчугу в основном из-за его «неугодных» проповедей, которые возмутили всю общину и вызвали дух сопротивления у верующих. Говорят, что он критиковал тех священнослужителей, которые после ликвидации унии перешли из греко-католической в православную церковь, и тем самым они предали свою церковь. Наоборот, он подчеркнул поведение своего предшественника, популярного греко-католического священника Андрея Грешша, который не отрицал своей веры в Бога и предпочел оказаться в тюрьме, чем пойти на такой шаг. Кроме того, Чирч несколько раз увещевал пастора Канчугу находить правильные отношения с верующими, ведь в последнее время он начал судиться с ними по разным мелочам, особенно из-за «женских сплетней». Если верить свидетельству ОКТ Францишек Чирча, то приходится признать, что точка зрения Канчуги на вопрос о переходе священников бывшей Греко-Католической Церкви в православную общину после 1950 года была неортодоксальной, мало кто из православного духовенства высказывался столь открыто об этом, и это противоречило как официальному мнению православных церковных элит, так и государственной церковной политике. Из имеющихся обрывков сведений можно рассмотреть его представление о «чистой» Православной Церкви, подлинной и православной, составленной из «староправославных», в которой греко-католические «обращенные» представляли "иноземных элемент; он размышлял, что многие переходы были формальными или вынужденными, продиктованными мирским прагматизмом самосохранения.
17 июня 1952 года Канчуга произнес неуместную речь на конференции православного духовенства в Прешове, по оценке Государственного управления по делам церкви в Праге. Один из его рабочих, Карел Кноблох, так описывал дело: «Духовни Канчуга из села Чирч (по словам директора Михайлова, он был добровольцем в так называемой словацкой армии) проявил себя тонким подстрекателем, демагог и шовинист в своем дискуссионном вкладе. Он различал православное духовенство на „православных“, „бывших униатов“, „новорукоположенных“ и „курсистов“ и тонко работал над углублением этого разделения духовенства. Он подчеркнул заслуги так называемых „староправославных“ во время словацкого восстания и по этой причине он стремился способствовать их предпочтению. Он отвергал поползновения части духовенства в сторону Запада, осуждал сотрудничество некоторых бывших униатов с режимом так называемого Словацкого государства, при этом видимо забыл, или он не знает, что его прошлое известно не только со времён так называемого словацкого государства, но и после 1945 года, когда он сам пытался уйти на запад. Он известен как злобный угнетатель, лечился в интернате для душевнобольных, и к его личности и деятельности нужно будет обратить пристальное внимание». Его выводы были однозначны: своим выступлением Канчуга нарушил процесс консолидации Православной Церкви, создаёт волнения среди духовенства и делает невозможным их сотрудничество.
Дело священника Михала Канчуги оказалось закрытым летом 1952 года: Государственное управление по церковным делам в Праге и его филиал в Братиславе пришли к убеждению в необходимости его ухода с поста духовенства по церковным и политическим причинам, и Митрополичьим Советом Православных Церквей потребовалось его выполнение. Стоял вопрос увольнения с должности или отзыва государственного одобрения, но митрополит Елевферий (Воронцов) окончательно определился с формой добровольной отставки, которую обсуждал с Канчугой 7 октября 1952 г. Прешовский владыка Алексий (Дехтерёв). Однако игумен Мефодий не принял предложение, он также отказался от формы неоплачиваемого отпуска по болезни на неопределенный срок и 24 октября 1952 года обратился с просьбой о вмешательстве председателя Государственного управления по делам Церкви в Праге, министра Зденека Фирлингера. Неизвестно, имел ли этот шаг какой-либо эффект, но видно, что в начале ноября игумен Мефодий (Канчуга) получил записку из Государственного управления по делам Церкви о том, что его деятельность в духовном управлении исключительно дело Православной Церкви, и в эти дела государственная власть не вмешивается. Однако в то же время Карел Кноблох направил рекомендацию как Словацкого управления по делам церкви в Братиславе, так и Управления Митрополичьего Совета Православной Церкви в Праге «освободить Канчугу от союза православного духовенства». Затем, 12 ноября 1952 года, Словацкое управление по делам церкви в Братиславе предложил снять Канчугу с поста священнослужителя. Ему было невыносимо продолжать работу в Восточной Словакии, потому что он «постоянно клевещет на народную администрацию и выставляет дело так, будто вопрос о православной церкви стоит у нас на первом месте. Как староправославный священнослужитель, он не может смириться с тем, что его работа должна быть направлена на закрепление с упором на стяжание бывших. гр.-кат. верующих и не только усматривают в ней некое выдвижение на первый план староправославного духовенства и верующих. Такая процедура неприемлема для нас с точки зрения церковной политики». Однако он указал, что открыт и для рассмотрения его перевода в качестве священника в чешские земли, что, впрочем, полностью входит в компетенцию штаб-квартиры в Праге.

### Служение в Вельке-Буковце
В конце концов, однако, дело вокруг священнослужителя Мефодия (Канчуги) привело к его отъезду из Чирча где-то в конце 1952 года, но в то же время в качестве замены священник стал духовным администратором православной религиозной общины в селе Вельке-Буковце (ныне Буковце) Района Стропков Прешовского края. Кроме того, в то же время он был назначен районным архидиаконом (благочинным) Прешовской епархии. Из отчета секретаря Прешовской областной церкви Михала Онуфера в Прагу мы узнаём, что за этим изменением стояло вмешательство генерального викария архимандрита Дезидера Шудича и директора канцелярии Епархиального совета Андрея Михайлова из Прешова, который, по его словам, лаконично обосновал свое назначение: «чтобы ему было чем заняться». Онуфер сообщил органам госуправления, что летом 1953 года на совещании в Сабинове, где решался вопрос о привлечении всех церквей к уборочным работам, Буковский архидекан напал на своих коллег, бывших священников греко-католической церкви, и подверг их резкой критике за то, что они недостаточно активны в Православной Церкви и ведут себя не так, как должны. Это привело к большому спору, который якобы «уменьшил авторитет» Православной церкви. В этом контексте секретарь областной церкви охарактеризовал Канчугу как амбициозного и мстительного славянина, «живущего иллюзиями и надеждой, что однажды он станет епископом». Своим поведением он якобы потерял доверие народной администрации, и секретарь предсказал, что в скором времени у него может быть отозвано государственное разрешение на занятие священнической профессией. Он также указал, что не исключены его контакты с зарубежными странами, и в этом вопросе необходимо будет принимать новые меры, как обычно для слежки за подозрительными лицами.
Развязка дела вокруг игумена Мефодия (Канчуги) произошла осенью 1953 года и опять была довольно неожиданной. Священнослужитель в православной церкви уволился с работы, покинул Велке-Буковце и 1 октября 1953 года в возрасте 32 лет стал полноправным (очным) студентом Университета русского языка и литературы в Праге.

### На покое (1953—1958)
Уволился с пастырского служения, закончил обучение в 1957 году и получил звание дипломированного филолога. Противоречия, сопровождавшие его несколько лет, он разрешил, решительно изменив обстановку. Подоплеку этого шага указывают материалы чехословацкой Госбезопасности — он якобы оставил пастырство по заданию силовиков и, видимо, помимо учёбы выполнял их поручения.
В результате его ухода со службы в Православной церкви личность Канчуги на пять лет 1953—1958 исчезла из официальной повестки дня Управления по делам церкви, хотя и не совсем. Предыдущие конфликты не могли быть забыты и уничтожены немедленно. Их продолжение можно найти в 1953 и 1954 годах и доказать, что игумен даже во время учёбы оставался в определённом свободном контакте с православной церковной средой и что, по крайней мере, часть того, что кажется его трудными для понимания действиями, имела своим источником скрытый протест против некоторых лиц во главе Православной Церкви; как только такие лица были обменены, изначально персона нон грата превратилась в кандидата в епископы. Кроме того, произошли сдвиги в поведении иегумена Мефодия, вызванные его возросшим возраста и приобретённым опытом, а также изменениями условий и обстоятельств того времени.
Митрополит Елевферий (Воронцов) обвинил игумена в том, что тот сразу после приезда в Прагу в конце 1953 года начал собирать информацию о поведении и действиях секретаря Бориса Черкеса. Он сблизился с протоиереем Андреем Романецковым, священником Юраем Мешеком и архимандритом Иннокентием (Григорьевым), то есть с людьми, входившими во внутрицерковные оппозиционные группы, указывающими на ошибки Православной Церкви и критикующими её общее направление в 1951—1952, 1954 и 1956 годах как рабство тоталитарному режиму и передачи его руководству «конструктивных методов работы». Он подозревал его в рассылке вместе с Мешеком анонимных писем, направленных против церковного руководства. Помимо этой записи, в личной карточке Мефодия (Канчуги) есть и набросок «кадрового профиля» этого бывшего священнослужителя из-под пера «товарища Черкеса». Факты его биографии, история его жизни интерпретируются с явным намерением дискредитировать его. Церковное руководство в то время называло Мефодия (Канчугу) врагом.
Другие примечательные документы также относятся к 1953 году. Точно не известно, зачем и при каких обстоятельствах они были созданы, возможно, они должны были лишить Мефодия (Канчугу) возможности учиться в университете. Однако они однозначно доказывают, что между Канчухой и протоиереем Андреем Романецковым был более глубокий раскол. Это привело к подаче «судебного иска», или в отчёте о Канчуге, вероятно, отправленном в Университет русского языка и литературы в Праге. В нём Романецков подсчитал все «прегрешения прошлого» Канчуги, поступки, которые он должен был совершить в годы войны и после неё. Как это ни парадоксально, они во многом соответствуют утверждениям, содержащимся в упомянутом Черкесом материале (у него были расстреляны советские солдаты на Восточном фронте, он привозил оттуда золото и получил за свою деятельность Немецкий железный крест, акт рукоположения в Мелитополе недействителен, во время Словацкого национального восстания развил подозрительную деятельность, вместе с братом воевал против партизан, кражу в типографии в Бардейове, кражу мебели из религиозной общины в Кошице, хищение 80 000 чешских крон из казны греко-католической церковь в Кошице, владение фермой и др.). Канчуга защищался от обвинения в суде. Он возбудил уголовное дело против Романецкова (и его коллег Юрая Мешека и Иннокентия (Григорьева)). Дальнейшее развитие дела нам пока неизвестно, но 10 марта 1958 года он обратился в Генеральную прокуратуру в Братиславе, куда его дело тем временем было передано городской прокуратурой в Праге для производства. Разоблачитель завершил свое заявление словами: я отказываюсь от всех заявлений и сожалею, что нанес вред товарищу Канчуге ложными сведениями, и, если необходимо, я готов повторить это заявление перед судебными органами. Эти материалы хранятся в архивах Государственного управления по делам церкви в Праге. Романецков, несомненно, понимал, что доказать обвинения, выдвинутые против Канчуги, будет очень трудно. Однако кажется несколько нелогичным оправдывать, почему он прибегнул к доносу, потому что это должно было «навредить его карьере».
Документация 1954 года носит иной характер. Из неё видно, что Мефодий (Канчуга), несмотря на свое желание покинуть Чирче, поскольку он воспринимал помещение в это село как свое удаление из центра событий, если не прямо как наказание, со временем выстроил теплые отношения с местными прихожанами. Ещё одно познавательное значение имеет тот факт, что перед Рождеством на рубеже 1953—1954 годов он приезжал в село и верующие исповедовались и причащались. Этим актом он сблизился с группой бывших священников греко-католической церкви, депортированных из восточной Словакии в Чешские земли после Прешовского собора в рамках так называемой Акции 10082. Некоторые из них вернулись в свои бывшие приходы, приезжали в гости и одновременно служили греко-католические службы, совершали крещения и оказывали другие духовные услуги. Режим счел эти их тайные возвращения срывом укрепления церковных отношений в восточной Словакии и жестоко наказал их. Поэтому неудивительно, что визит Канчуги в Чирч был также расценен Прешовской православной епархией и Государственным управлением по церковным делам в Праге как преступный акт подрыва церковных отношений, а в начале 1954 года, директор Государственного управления по церковным делам Ярослав Гавелка, поручил подготовить уголовное дело с целью запрета Канчуги на пребывание в районах Прешова и Кошице в Словакии. Сложность для игумена заключалась в том, что он сказал в Чирче, что будет одним из первых, кто присоединится к Греко-Католической Церкви, когда Греко-Католическая Церковь будет восстановлена, и делегация верующих приехала в епархию в Прешове с требованием, чтобы он получил разрешение на пастырскую работу и вернуться в деревню. Попытка наказать Мефодия (Канчугу) окончилась неудачей, так как основывалась только на одном показании, а когда Государственное управление по церковным делам потребовало дополнительных доказательств, церковный отдел Региональный национальный комитет в Прешове не смог их предоставить.

### Служение в Стражске
Обстоятельства возвращения игумена Мефодия к священническому служению после завершения учёбы в университете в Праге снова подробно не известны. Согласно данным его личных анкет, с 1 марта 1958 по 1 августа 1962 года он работал духовным администратором православной религиозной общины в восточнословацком городе Стражске, одновременно управляя близлежащими приходами Пусте-Чемерне, Поша и Вола, все в тогдашней Михаловской епархии.
Из даты его возвращения в Словакию, которая не соответствует датам обычного окончания учёбы в университете, мы делаем вывод, что после окончания учёбы Канчуга, вероятно, работал наборщиком в Праге и искал себе работу. Возможно, он также подумывал о профессии учителя. Мы не знаем, получил ли он предложение от Православной Церкви, или же он сам выразил интерес к пастырской работе на востоке страны, который был принят. Вероятно, имело место пересечение интересов с обеих сторон, так как тем временем в Православной Церкви произошли некоторые изменения, которые мы оцениваем как благоприятные в сторону игумена Канчуга; также возможно вмешательство госбезопасности, которая хотела иметь в церкви надежного осведомителя. Но прежде всего, произошла кадровая смена в руководстве церкви. Люди, причастные к его уходу со службы, покинули свои посты. В 1955 году митрополит Елевферий (Воронцов) ушёл в отставку, и его место занял более сговорчивый Иоанн (Кухтин). В том же году епископа Алексия (Дехтерёва) во главе Прешовской епархии сменил совершенно незаинтересованный в этом деле епископ Дорофей (Филипп). Были заменены и чиновники низшего уровня (генеральные викарии, заведующие епархиальными управлениями). Кроме того, в Православной Церкви долгое время сохранялась проблема нехватки качественного духовенства как ключевых фигур для укрепления церковных условий в Восточной Словакии после ликвидации греко-католической церкви. Поэтому возник «голод» по новым духовным руководителям церковных общин, а ситуация дошла до того, что в середине 1950-х годов Чехословацкая православная церковь запросила «заимствование» ряда священников из РПЦ ряда священников в долг, на переходный период. Способный и инициативный игумен Мефодий (Канчуха) с университетским дипломом в кармане и предыдущим опытом работы в церкви, безусловно, мог бы представлять в глазах «новых» людей «кадровый резерв», который не использовался Церковью.
Его положение в Стражске было, безусловно, непростым, ведь новейшая история православия в этой местности начинается с 1950 года и традиционно сильные позиции здесь имели римо-католическая и греко-католическая церкви. По оценке, содержащейся в отчёте Государственного управления по церковным делам за 1961 год, он добился хороших результатов в укреплении Православной церкви, которые митрополия оценила денежным вознаграждением. С другой стороны, некоторые его действия были восприняты как спорные. Когда в 1959 году генеральный викарий Петр Спишак приехал осматривать церковную общину, во время посещения квартиры священника он обнаружил на стене увеличенную фотографию Папы Иоанна XXIII в рамке. Мефодий (Канчуга) снял его только по договоренности. За год до этого в связи со смертью папы Пия XII, не посоветовавшись, не посовещавшись и не договорившись с властями, вывесил на корпусе приходского прихода чёрное траурное знамя, чём вызвал большой переполох в народе. Государственная администрация расценила это как особую попытку склонить на свою сторону «колеблющихся» (бывших) греко-католиков. Так же неортодоксально он вёл себя по отношению к матери греко-католического священнослужителя Ян Мастильяка Анне; её сын отказался присоединиться к православной церкви и в сфабрикованном процессе был приговорен коммунистической юстицией к пожизненному заключению — из тюрьмы он вышел только через 15 лет по амнистии в 1965 году. По его словам, Канчуха должен был помочь ей финансово, ожидая, что взамен она поможет ему в «укреплении религиозной обстановки» в Нижнем-Грабовце.
До 1960 года он редактировал церковный журнал — ежемесячный «Заповіт св. Кирила і Мефодія», издававшийся на украинском языке в церковном издательстве в Братиславе. Этот период также включает его внешнее сотрудничество (редактор) с Братиславским издательством «Tatran» («Slovenské vydavateľstvo kásnej literatúry»). О стремлении игумена Мефодия к образованию свидетельствует тот факт, что с 1960/1961 учебного года он начал учёбу на юридическом факультете Карлова университета в Праге и провёл там несколько семестров, пока не занял пост викария. В своем заявлении о приёме на учёбу он заявил, что не рассматривал возможность перехода на профессию юриста, но был мотивирован желанием приобрести знания для службы в церковных судах.
Годы работы Канчуха в Стражске также включают ранее неизвестный эпизод, связанный с его работой на службу госбезопасности. Как надёжный и проворный агент, используемый для наблюдения за деятельностью подпольной греко-католической церкви, «друг» был направлен к тогдашнему профессору Папского восточного института и Григорианского университета в Риме доктору богословия и иезуиту Михала Лацко. Чехословацкая госбезопасность считала его очень опасным агентом Ватикана, который путешествовал по Европе, устанавливал контакты с людьми, выезжающими за границу, и посылал иезуитов в социалистические страны, особенно в СССР. Канчугу несколько раз отправляли за границу к Лакку и, по оценке госбезопасности, ему удалось завоевать его доверие, поэтому в марте 1961 года на встрече в Вене иезуит осуществил его «частичную вербовку», дал ему жетон для связи с ним через венскую штаб-квартиру иезуитов и начал задавать ему вопросы. Госбезопасность оценила это как связь Канчуги с разведкой Ватикана и была удовлетворена тем, что таким образом она получала «интересную информацию о враждебной деятельности Ватикана против Чехословакии и СССР». Проверка из других источников подтвердила, что они были правдивы. Согласно выводам Яна Бабьяка, личность Канчуги фигурирует в переписке Михала Лака со Святым Престолом в 1965—1966 годах, то есть с того времени, когда он уже был епископом в Михаловцах. Он якобы намеревался «объединить» греко-католическую и православную церкви в рамках экуменизма.

### Викарный епископ
Период возвращения Михала Канчуги к пастырскому служению после 1958 года в начале 1960-х годов вылился в подачу предложения о его назначении епископом-викарием Михаловской епархии. Первоначально это был не акт оценки работы Игумена Мефодия (Канчуги), а решение прагматичного характера. Все 1950-е годы Православная церковь в Словакии не могла выдержать шока, вызванного интеграцией греко-католической церкви. Нормализация условий, укрепление положения в церковно-религиозной сфере в восточной Словакии, к чему все призывали и к чему стремились, так и не наступили. Меры, принятые на уровне управления государственной церковной политикой, на практике оказались малоэффективными. Государственным чиновникам казалось, что внутренние условия в церкви страдают от пассивности лиц, занимающих руководящие должности. Однако поиск новых священнослужителей, которые могли бы заменить их, был непростым делом. В то время как дефицит на низших ступенях церковного управления частично восполнялись упомянутой выше помощью из-за рубежа, у Церкви не было кандидатов на должности владык, а приходилось выбирать их из собственных, внутренних источников, поскольку они были гарантом Её автокефалии. Уже в 1953 году замена владыки Александра (Михалича) на владыку Мефодия (Миллы) на посту главы Михаловской епархии носила черты импровизации, так как клирику было 72 года и его права были заявлены не только по возрасту, но и по состоянию здоровья. Когда в 1960 году он тяжело заболел, стало ясно, что его сил уже не хватит для укрепления положения в епархии и что ситуацию нужно решать не только в данный момент, но и с прицелом на будущее. Именно здесь надо искать причины карьерного взлёта Мефодия (Канчуги). Он мог предложить не только свой возраст в 41 год, но и, несомненно, интеллектуальные предпосылки и богатый опыт, выходящий за пределы церкви, как внутренние, так и внешние. В глазах тех, кто принял на себя основную тяжесть решения, его недостатки и ограничения уступили место перевесу положительных моментов. По сравнению с другими кандидатами на должность епископа-викария, среди которых были протоиерей Микулаш Коцвар и игумен Василий Мучичка, он вышел победителем именно благодаря своему большему жизненному и пастырскому опыту. 24 ноября 1961 года комиссия Регионального национального комитета в Кошицах пришла к выводу, что «как гражданин он стоит перед нашими строительными задачами и нашим учреждением и в этом смысле влияет и на вверенных ему верующих. Как староправославный священник, он имеет хорошие отношения с Православной Церковью. Имеет достаточный священнический опыт, предусмотрителен и в то же время готов откликаться на различные религиозные проблемы, поэтому как епископ мог бы внести существенный вклад в укрепление религиозных условий в Православной Церкви. Учитывая вышеизложенные обстоятельства, а также то, что нет более подходящего лица на должность епископа в Православной Церкви, предлагаю утвердить лицо, назначенное на эту должность».
Работа игумена Мефодия в церковной общине в Стражске закончилась 31 июля 1962 года. Затем церковное руководство направило его на три месяца на православный богословский факультет в Прешове, где он занял должность спиритуала (школьного капеллана) на факультете. Это время он должен был использовать в основном для учёбы, его официальной задачей было детально ознакомиться с ситуацией на факультете, в церкви и в восточно-словацких епархиях, чтобы иметь более широкий фон для исполнения его обязанности.
После почти годичного процесса согласования на уровне партийных и государственных органов 3 ноября 1962 года архимандрит Мефодий (Канчуга) был официально избран 243 голосами из 245 на должность викарного епископа епархиальным собранием Михаловской епархии. На следующий день в православном кафедральном соборе в Михаловцах митрополит Пражский и всей Чехословакии Иоанн (Кухтин), епископ Михаловский Мефодий (Миллы) и епископ Прешовский Дорофей (Филип) совершили его епископскую хиротонию. Православная Церковь публично заявила, что епископ Мефодий (Канчуга) сначала будет помогать в управлении епархией, а затем возьмёт на себя архиерейскую кафедру.

### Обстоятельства увольнения
В октябре 1964 года Чехословацкая православная Церковь направила епископа Мефодия в Грецию, на остров Родос, где проходило III всеправославное совещание. Он был во главе немногочисленной делегации, в которую входил также тогдашний декан православного богословского факультета в Прешове, протоиерей профессор Андрей Михайлов. Он представлял больного митрополита Иоанна (Кухтина), а его должность была одобрена как ЦК Коммунистической партии Чехословакии, так и Министерством просвещения. После встречи он не вернулся в Прагу, а в начале ноября вместе с представителями Американской карпаторосской православной епархии в юрисдикции Константинопольского Патриархата вылетел в Джонстаун в штате Пенсильвания на северо-востоке США.
Объяснение путешествия владыки за море имеет две версии. Это связано с тем, что оно с самого начала сопровождалось неясностью и политической напряжённостью. На основании письменных архивных материалов, не представляется возможным со стопроцентной уверенностью и однозначно решить, предполагалось ли это краткосрочное посещение продолжительностью около двух месяцев, так как владыка ехал в гости по туристической визе, действующей до 19 января 1965 года, или он хотел эмигрировать и обосноваться в американской православной епархии, управляемой восьмидесятилетним иерархом, с перспективой занять его кафедру. Имеющиеся факты поддерживают обе интерпретации с разной степенью доказательности. Епископ Мефодий придерживался первой версии, госорганы, в том числе силовые, и православная церковь склонялись ко второй. Менее вероятно толкование долгосрочной планируемой эмиграции. Епископ Мефодий, как русин (в анкетах он утверждал, что он украинец по национальности), как утверждается, поддерживал контакты с американскими соотечественниками и использовал создавшуюся ситуацию, чтобы навестить их; его раздражала обстановка в церкви, в которой утвердились практики «сталинских методов действий».
По мнению историка Павла Марека, «возможность краткосрочного визита более вероятной». Либо к нему обратились, либо он сам обратился к канцлеру Американской епархии Яну Юрчишину на Родосе и получил приглашение поехать в Джонстаун. Канцлер действовал с ведома епископа (впоследствии митрополита) Ореста (Чорнока), а также патриарха Константинопольского Афинагора. Епископ Мефодий о намерении вылететь в Соединённые Штаты прямо из Афин сообщил в посольство Чехословакии в Греции. В посольстве всё приняли к сведению и доложил в Прагу, но рекомендовали сообщить об этом шаге предстоятелю церкви Дорофею (Филипу). По-видимому, прежде чем это могло произойти, сам митрополит (вероятно, информированный из других источников) отправил владыке телеграмму, а также письмо. Он призвал епископа Мефодия немедленно вернуться на родину, заявив, что дома приглашение сначала будет всесторонне оценено, поездка подготовлена и только потом «возможно осуществлена». Митрополит Доротей (Филипп) не был «в принципе» и «лично» против поездки, но вынужден был столкнуться с давлением «сверху». Когда владыка прибыл в США, он немедленно сообщил в посольство Чехословакии в Вашингтоне о своём пребывании и написал Дорофею (Филипу), что находится в Америке с коротким визитом и вернётся в середине декабря 1964 года. После обмена телеграммами и другими письмами дата возвращения была снова подтверждена 10 декабря 1964 года.
Епископ Мефодий столкнулся с дилеммой во время своего пребывания в Греции в ноябре 1964 года. Ему пришлось выбирать между заманчивым предложением поездки в Америку и послушанием коммунистическому государству и зависимой от него Церкви. Он решился на рискованный вариант конфликта с могущественным начальством. Он был уверен, что поездка в США обернётся несбывшейся мечтой. Однако он явно недооценил последствия неповиновения приказу вернуться в Прагу и отменить поездку в США. Он недооценил ситуацию и подумал, что это шутка. Он верил, что всё «как-нибудь» объяснится и уладится. Всё, что у него было перед глазами, — это приглашение и краткосрочная виза — через несколько недель он вернётся домой из поездки.
Митрополит Дорофей инициировал созыв собрания духовенства в Михаловце 3 декабря 1964 года. Его ход и, прежде всего, принятые выводы удивили и застигнули врасплох епископ Мефодия. Он не только не ожидал чего-то подобного, но даже недостаточно хорошо понимал реальность. Собратья, коллеги (и подчинённые) одобряли заявления и меры государственных и церковных властей, направленные против него. Они выразили ему недоверие и одобрили конфискацию его имущества как эмигранта, эмигранта, изменника социалистического отечества и духовного пастыря, убегающего от своей паствы. Из встречи епископ Мефодий сделал вывод, что для его возвращения на родину возникло препятствие, несмотря на то, что в имеющихся материалах нет такой формулировки. Он потерял работу, свои сбережения, и ему даже негде было жить. 21 января 1965 года церковный синод запретил ему служить литургию, а патриархи Константинопольской и Русской православных церквей и епископ Орест (Чорнок) были уведомлены о церковном наказании. Только в этот момент он понял, что попал в ловушку. Каноническая санкция лишила его возможности жить в США, и по возвращении на родину ему пришлось считаться с тем, что он будет наказан за нарушение законов государства и канонических правил.

### Пребывание в США
Сначала епископ Мефодий и его американские покровители пытались узаконить его пребывание, ведя переговоры с государственными органами и церковным руководством. В начале 1966 года посольство в Вашингтоне сообщило ему, что его заявление на продление визы одобрено, так что его пребывание в США следует считать законным. В конце января он обратился к руководству церкви в Праге с просьбой предоставить ему каноническую миссию для работы в Американской карпаторусской епархии либо до 1968 года, когда истечёт срок действия его паспорта, либо навсегда. Поэтому он просил канонического освобождения из клира Православной Церкви в Чехословацкой Республике и призывал к прекращению мер репрессивного характера в отношении его личности, так как считал их поспешными. В середине апреля 1965 года в развитие событий вмешался канцлер Юрчишин, представлявший в этом вопросе епископа Ореста (Чорнока). По сути, он повторил просьбу епископа Мефодия к митрополиту Дорофею (Филиппу) и ходатайствовал о даровании канонической миссии от имени американской епархии. После личной встречи в чехословацком посольстве в Вашингтоне 18 марта епископ Мефодий начал переговоры с пражским министерством образования и культуры. В госоргане заверили, что он не собирается эмигрировать, но занимается легализацией своего пребывания в США. Он попросил разрешения служить в Американской православной епархии, рассчитывая, что вернётся не позднее 1968 года, и объявил, что его назначение епископальным викарием готово. Он хотел получить на это одобрение государства. Однако, если министерство его не устраивало, он хотел сохранить за собой место в Михаловской епархии.
Отношение Православной церкви и государственных властей к намерению достичь урегулирования конфликта путём соглашения было однозначно негативным и пренебрежительным. Митрополит Дорофей (Филип) продолжал развивать свои строгие взгляды и торопился разрешить дело. 25 мая 1965 года он созвал Синод православной церкви в Михаловце и пригласил на него епископа Мефодия (Канчуху). Он считал свое участие неизбежным ввиду программы, которая коснётся его персоны. «Заседание Синода по этому вопросу будет заседанием архиерейского суда, потому что назначенный епископ виновен в нарушении канонических правил Православной Церкви…». Канцлеру Митрополичьего совета протоиерею Йиржи Новаку была поручена формулировка судебного процесса против епископа Мефодия. Он упрекнул епископа Мефодия в том, что он произвольно и несанкционированно покинул своё государство и родину, ослушался нескольких призывов вернуться и принять новую должность в другой церкви без канонического увольнения из своей собственной Церкви. Из сохранившегося протокола Синода мы знаем, что на голову владыки посыпались резкие упреки со стороны Мефодия (Миллы) и Николая (Кочвара) с требованием немедленного лишения сана епископа. Радикализму, напротив, препятствовал митрополит Дорофей (Филипп). В конце концов Синод принял решение продлить запрет на пастырскую деятельность и установить новый срок возвращения на родину до 31 декабря 1965 года. В случае игнорирования этих решений, предполагалось принять другие карательные меры: лишение сана, отстранение от должности епископа-викария, которая до сих пор была условной. Синод недвусмысленно отклонил просьбу о разрешении действовать в другой епархии. Это мнение было подтверждено митрополичьим советом и доведено до сведения Министерства образования и культуры и патриарха Афинагора.
О причинах такого недружелюбного отношения мы узнаем из письма митрополита Дорофея (Филиппа) епископу Оресту (Чорноку) от 29 мая 1965 года. На самом деле это был ответ на вышеупомянутую ноту канцлера Юрчишина. Неодобрительные суждения митрополита, ведущие к призыву немедленно отправить епископа Мефодия (Канчугу) на родину, сопровождаются тремя основными критическими замечаниями: 1) Он не подчинился неоднократным призывам вернуться на родину. Если американской епархии понадобилась его помощь, он должен был пойти стандартным путём. Церковь, несомненно, рассмотрела бы этот вопрос, и все могло бы сложиться иначе. Ведь это не зависит от Мефодия (Канчуги). 2) Отношение американской епархии к Мефодию (Канчуге) не имеет аналогов в православном мире. Она приняла его во епископа-викария без канонического разрешения и вдобавок в тюрьме. Это действие, нарушающее церковный порядок и правила. Так нельзя решать проблемы. Основную ответственность за этот факт несёт лорд Орест (Чорнок). 3) Однако главным виновником дела является канцлер Юрчишин. Мало того, что он ввёл в заблуждение епископа Мефодия (Канчугу), он «сыграл главную роль в этой печальной драме», но даже имеет такую наглость, что свою просьбу об освобождении епископа из клира Чехословацкой Православной Церкви оформил высокомерно и пренебрежительно: «Он очень обиделся на этот факт просвещенных членов Священного Синода, и по этой причине они отказались выполнить вашу просьбу и подтвердили своё решение от 21 января 1965 года, о чём мы сообщаем вам в прилагаемом документе». Митрополит Дорофей Филипп завершил письмо следующими словами: «Мы обеспокоены тем, что этот епископ, находящийся под запрещением, совершает церковные действия и безрассудно пошёл по скользкому пути. Не исключено, что он пожалеет о своём поступке. Сейчас ещё не поздно исправить свою ошибку. И посему, для блага Церкви, братски призываю Вас, Ваше Высокопреосвященство, послать на родину епископа Мефодия и не вводить в заблуждение и грешить против себя, своей епархию, и не производить раскола в Православной Церкви».
Если позиции предстоятеля Чехословацкой православной церкви колебались между «условным милосердием» и «осуждением», то позиции государства, определившие в дальнейшем основную политическую линию подхода к делу, были однозначными. Карел Шныдр, сотрудник Церковного отдела Министерства образования и культуры, сформулировал их однозначно: в случае с Мефодием (Канчугой) это незаконный выезд из республики; Министерство образования и культуры возбудит в отношении него уголовное преследование и наложит судебный арест на его имущество; подготавливает процесс отзыва государственного согласия на осуществление функций епископа; считает должность викарного епископа в Михаловце вакантной. Эти выводы были переданы епископу Мефодию (Канчуге) в посольство в Вашингтоне Антонином Шимечеком, его третьим секретарем: 1) Министерство образования и культуры отказало ему в поездке в США. Он не согласен на легализацию проживания, так как это является серьёзным нарушением дисциплины по отношению к властям, давшим ему государственное разрешение на занятие высокой церковной должности, и подает правительству Чехословацкой Республики инициативу отозвать это разрешение. 2) Он не может поддержать просьбу об утверждении осуществления функции епископа, потому что правительство решает только функции на территории Чехословакии. 3) Министерство образования и культуры обратилось в районную прокуратуру в Михаловце с просьбой обеспечить сохранность его имущества до момента возвращения, или прекращение уголовного дела.
Второй уровень попытки решить «вынужденную эмиграцию» епископа Мефодия представлен попыткой утвердить его в США, или в Американской карпаторусской православной епархии. В то же время важно понимать, что шаги, которые были предприняты в этой области и в конечном итоге привели к назначению епископа Мефодия викарием этой епархии 4 апреля 1965 года в Джонстауне, носили противоречивый характер. Это была попытка ценой нарушения канонических норм и правил. Если на начальном этапе американская епархия справилась с ситуацией уверенно, при поддержке или с ведома Константинопольского Патриарха Афинагора, в скором времени ситуация изменилась. Патриарх, по-видимому, получил более подробную информацию и отразил интерес к делу из разных мест, и ему пришлось подумать о последствиях для православной общины. И последнее, но не менее важное: он учитывал звонки, поступающие к нему из Праги. Поэтому он пересмотрел свой доброжелательный подход, и есть предположения о его прямом вмешательстве в дело возвращения епископа Мефодия на родину. Определённую роль мог сыграть и опыт, накопленный американской епархией в ежедневной пастырской деятельности викария. Хотя информация исходит из круга его противников, мы узнаём о напряжении, возникшем между ним и частью духовенства. Говорили, что он был не очень любезен во время переговоров, и они жаловались на его снисходительное поведение. В октябре 1965 года по епархии разошёлся циркуляр, критически отзывавшийся о его характере и деятельности. Говорили, что других беспокоил тот факт, что он приехал в Америку из коммунистической страны. Под давлением всех обстоятельств в нём постепенно созрело решение покончить с американской авантюрой. Большим испытанием для него стала президентская амнистия, действовавшая до конца 1965 года.
Заключительный этап решения проблемы начался с личного письма Мефодия (Канчухи), епископа Требишовского (как он представился в нём), митрополиту Дорофею (Филипу) от 8 июня 1965 года. Письмо было подписано уверенным в себе человеком, который не чувствует собственных ошибок и упрекает другую сторону в непонимании ситуации, а также в действиях, которые усложнили его жизнь и поставили в опасное положение. Показательно, что епископ Мефодий обошёл некоторые вопросы стороной, занимался только тем, что хотел, поэтому с точки зрения понимания всего дела мы не узнаем много нового. В частности, это касается мотива поездки в США — сообщение информации по этому поводу епископ Мефодий отложил на будущее, он расскажет им лично при встрече. Поскольку он ещё никому не рассказал о причинах, и они серьёзны, ему кажется «осуждать или решать вещи, которые не очень хорошо известны» нелогичным и неразумным. Ему просто нужно было совершить поездку в Америку. В личном интервью он также объяснит, почему он не смог вернуться. Однако его возвращению препятствуют другие обстоятельства, в частности конфискация имущества и санкции, принятые на встрече в Михаловце 3 декабря 1964 года. «Это главная причина, по которой я ещё не вернулся домой. Если для меня нет места в Михаловце, что я должен делать дома?». Он отправился в Америку с гостевой визой, действительной до 19 января 1965 года, то есть в течение двух месяцев, все знали об этом, сказал он, и он рассказал об этом всем причастным, начиная с Михайлова и заканчивая Доротеей (Филиппом) и Орестом (Черноком). Всё остальное в США было логическим следствием решений, принятых в Михаловце. "Вы не можете на самом деле осуждать меня за то, что я зарабатываю себе на хлеб насущный, который необходим для моего существования. "Все остальные аргументы (неповиновение приказу, нарушение канонических предписаний и т. д.) для него вторичны, неоправданны, и он не намерен на них реагировать.
Во второй части письма митрополиту Дорофею (Филипу) епископ Мефодий (Канчуга) размышлял о возможности возвращения на родину. Он помедлил над этим и потребовал, чтобы адресат объяснил ему, что его ждет в будущем, ведь видения церкви и государственной власти «на сто процентов разные»: «Я действительно не знаю, чему и кому верить». Пока церковь говорит об условном отстранении до возвращения, то есть рассчитывает на его переход на должность владыки-наместника в Михаловце, государство считает его эмигрантом, отзывает у него государственное согласие на исполнение обязанностей и готовит уголовное дело против его. Итак, что применимо? Он готов вернуться на родину при соблюдении двух условий: 1) конфискованное имущество будет возвращено ему немедленно, 2) его нынешнее служебное положение будет обеспечено. «Без этих двух условий о моем возвращении не может быть и речи».
Разлад между викарным епископом Мефодием, кураторами церкви и некоторыми священнослужителями в Американской карпаторусской епархии зашёл так далеко, что он спокойно приготовился вернуться домой, якобы никому ничего не сказав, ни с кем не попрощавшись и уехав. Вечером, как говорят, у него была веселая беседа с епископом Орестом (Черноком) и канцлером Юрчишиным, а утром он тайно покинул Америку. Он появился в Праге 5 ноября 1965 года.

### На покое
Епископ Мефодий никаких гарантий на возвращение, о которых он упоминал в июньском письме митрополиту, вероятно, не получал. Он попал под амнистию президента республики, так что его предполагаемая эмиграция не сопровождалась продолжением судебного преследования. В феврале 1966 года оно было прекращено, и, по-видимому, со временем он также получил обратно большую часть конфискованного имущества. Его первая поездка домой была в штаб-квартиру министерства внутренних дел, где он объяснил причины своих действий в 1964—1965 годах. Он никогда не уточнял их во время переговоров в Министерстве образования и культуры или в церкви, соответственно, они не указаны в официальной повестке дня. Встреча в Министерстве образования и культуры в Праге имела большее значение для его будущего. Их возглавлял глава церковного отдела Карел Груза. Первая встреча состоялась 12 ноября 1965 года и положила начало почти двадцатилетним безуспешным и тщетным попыткам вернуться к служению в Православной церкви.
На начальном этапе, с ноября 1965 года по июль 1966 года, главное слово принадлежало государственным органам, в частности Министерству образования и культуры в качестве их представителя. Владыка вернулся из США с мыслью, что будет работать в храме на ниве пастырского попечения. Он также был готов стать православным священником в Богемии или Моравии, даже если это было для него формой наказания. Но Груза сразу же поправил его и разочаровал. 11 ноября 1965 года правительство Чехословацкой Республики лишило его государственного согласия на исполнение функций епископа, поэтому он не мог представить, что сможет занять место священнослужителя. В принципе, он этого не исключал, но хотел бы вернуться к этому вопросу со временем, не раньше, чем через полгода. Он посоветовал епископу Мефодию найти гражданскую работу. Епископ Мефодий, действовавший в этот момент, по мнению профсоюзных работников, сдержанно, уступчиво и сокрушенно, отнёсся с пониманием и выразил заинтересованность в работе в Славянской библиотеке в Праге, где он хотел применить свои отличные знания русского языка. Груза не обещал ему помощи, но выразил готовность вести себя дружелюбно и не препятствовать этому своему обращению. Он также приветствовал заявление епископа Мефодия (Канчуги) о том, что он не заинтересован в возвращении в Михаловце, поскольку это не принесёт пользы ни одной из сторон. Епископ Мефодий объявил, что скоро поедет туда, но ненадолго, чтобы привести в порядок свои личные вещи.
Основываясь на ретроспективном взгляде, мы можем констатировать тактику обеих сторон. Министерство просвещения принципиально отвергло возвращение епископа Мефодия к служению в Православной церкви, они не были заинтересованы в том, чтобы он был священнослужителем. Если это отношение со временем размывалось, то это было следствием его частичного пересмотра и осознания того, что найти конструктивный выход из ситуации практически невозможно. Устроиться на работу, соответствующую его представлениям (высшее образование и материальное вознаграждение, соответствующее окладу епископа православной церкви), владыке так и не удалось, поэтому чиновники в итоге истолковали это как намерение, мол, он сознательно не пытается очень усердно и хочет добиться того, чтобы его наняли в церковь, потому что в конце концов ничего другого не остается. С мнением министерства согласился и митрополит Дорофей (Филип). Однако в первую очередь он манипулировал епископом Мефодием (Канчугой), что было доказано его поведением и манерой поведения в последующие недели, сразу после его отъезда в восточную Словакию. На рубеже ноября и декабря 1965 года он посетил свое прежнее место работы в Стражске, а оттуда отправился в Михаловцы, а также посетил некоторые другие места. Внимание, уделенное этой поездке со стороны государственных органов, показывает, что они были обеспокоены ею и хотели получить подробную информацию о действиях и связях епископа Мефодия. Вот почему мы знаем, что он должен был везде выступать в качестве епископа (он должен был утверждать, что это разрешено министерствами просвещения и внутренних дел), и он не скрывал своего намерения заручиться более широкой поддержкой идеи о возвращении к служению. Это подтверждалось тем, что епископ Михаловский Мефодий (Миллы) был её последователем и в этом духе направил письменную просьбу в руки митрополита Доротея (Филиппа). Епископ Мефодий якобы распространил информацию о том, что с января 1966 года в Михаловце, в здании резиденции епархии, где у него была квартира до поездки в Грецию и США. Там же он останавливался во время декабрьских гастролей в 1965 году и стал причиной двух крупных конфликтов в епархиальной канцелярии, когда потребовал бесплатного выделения топлива для печи из запаса, предназначенного для работы учреждения (если уголь и дрова были заперты в погребе перед ним он сломает замок) и он хотел иметь служебную машину для поездок в церковные общины.
Министерство образования немедленно отреагировало на новости из восточной Словакии и сформулировало официальную позицию по делу Канчуга для официальных целей: 1) Он не может быть епископом в Михаловце, потому что его государственное одобрение было отозвано, и в результате он не получит новое из-за своего проступка. Место викария занимает епископ Кирилл (Мучичка). 2) Он не может быть священнослужителем, потому что Православная Церковь не хочет этого по каноническим причинам. 3) Его пребывание в Михаловце, или в восточной Словакии является временным, так как он взял на себя обязательство искать работу в Праге. Если он нарушит свое слово, государственные органы сочтут это проявлением недоброжелательности и попыткой нарушить церковно-политическую ситуацию в восточной Словакии и повлекут за собой уголовные последствия. Этот пункт был основан на оценке Регионального национального комитета в Кошицах, заявившей 7 декабря 1965 года: «Его высказывания и деятельность крайне неблагоприятно сказываются на церковно-политической ситуации, и поэтому мы просим, чтобы Министерство образования и культуры и Министерство внутренних дел обсудить его действия и, согласно постановлению Комиссии по церковно-политическим вопросам при краевом комитете Коммунистической партии Словакии, обеспечить его расположение за пределами восточно-словацкого края».
Епископ Мефодий, видимо, не собирался в это время переезжать в Михаловце. Однако предположение, что он хотел использовать поездки для мобилизации своих сторонников, было верным. Он отдавал себе отчёт в том, что необходимых условий для его возвращения в должность не существует, а потому первым хотел поспособствовать их созданию. 12 декабря 1965 года он обратился к президенту республики Антонину Новотному с просьбой вернуть ему государственное разрешение на выполнение функций епископа-викария и чтобы власти нашли подходящий способ, которым он будет вступил в должность с обратной силой с 5 ноября 1965 года. В то же время он выразил чувство прагматизма, когда предложил перевести владыку-викария Кирилла (Мучичку), вступившего в должность 14 ноября, в Прагу на Митрополичьего совета, где, по его мнению, его знание и знание иностранных языков было бы лучше использовать, например, для представительства и работы в движении за мир. Вскоре после этого, 20 апреля 1966 года, 112 граждан направили меморандум гвардии Президенту Республики с призывом к великодушию государственного деятеля в деле епископа Мфедия (Канчуги). Его надо простить, потому что его знают как хорошего приходского священника, и уж точно не в чьих-то интересах, чтобы люди шли в католическую церковь из-за отсутствия православного священника или издевались над православными, что их епископ — коммивояжер или торговец в Праге. Несколько дней спустя, 9 июня 1966 года, Ян Шлепак из Стражске направил аналогичную ноту Президенту Республики, Министерству образования и культуры и Митрополичьему совету как один из представителей группы, которой приход поручил ходатайствовать за епископа Методия (Канчугу) — он вернулся по амнистии, поэтому необходимо, чтобы он, как и другие, подобные ему, может работать по своей профессии, и они доказали своей работой, что их заблуждение было сиюминутным делом, и они заслуживают нашего доверия.
Вышеупомянутые запросы, направленные главе государства, не возымели какого-либо эффекта — все они вернулись к виновникам конфликта, церковному отделу Минобрнауки и Карелу. Груза все надлежащим образом объяснил Канцелярии Президента Республики: мы не должны волноваться, в районе мир и порядок, только Стражске бунтует. С другой стороны, в середине 1966 года, однако, произошёл небольшой сдвиг. Если до сих пор решающим фактором в этом вопросе была позиция государства, то с июля, когда состоялся своеобразный второй раунд переговоров с епископом Мефодием (Канчугой), Министерство образования и культуры действовало в согласии с руководством православной церкви. Можно предположить, что изменение стратегии было вызвано тем, что не нужно питать иллюзий относительно того, что вышеупомянутые запросы, направленные главе государства, возымели какое-либо действие — все они по дуге вернулись к виновникам конфликта, церковному ведомству. Министерства просвещения и культуры, а Карел Груза все учреждения Президента Республики он должным образом объяснил: мы не должны беспокоиться, в регионе мир и порядок, только Стражске бунтует. С другой стороны, в середине 1966 года, однако, произошёл небольшой сдвиг. Если до сих пор решающим фактором в этом вопросе была позиция государства, то с июля, когда состоялся своеобразный второй раунд переговоров с епископом Мефодием (Канчухой), Министерство образования и культуры действовало в согласии с руководством православной церкви. Можно предположить, что изменение стратегии было вызвано неблагоприятным развитием событий вокруг попытки епископа Мефодия (Канчуги) получить место в Славянской библиотеке, однако видно, что министерство склонялось к мнению, что все дело должно быть урегулировано все-таки на основании Православной Церкви. Как будто государственная власть хотела переложить на церковь больше ответственности и заинтересовать её в поиске выхода. Их жёсткая позиция «смягчилась» и позволила измениться, если церковь предложит какую-либо приемлемую альтернативу.
Встреча с митрополитом Дорофеем (Филиппом) в Министерстве образования и культуры 1 июля 1966 года, однако, не только не подтвердила этой надежды, но и указала на то, что де-факто решать судьбу своего епископа будет только Православная Церковь. Митрополит однозначно отрицательно отнёсся к предложению устроить Мефодия (Канчугу) в церковь, от которого чувствовалась личная обида. Он не хотел видеть его ни в качестве епископа, ни в должности священнослужителя, а также выступал против снятия запрета на пастырскую деятельность. Утратой доверия и недостатками характера он объяснил, почему епископу нет места даже в аппарате церкви. Он подумывал о том, чтобы предложить ему работу приходского бухгалтера в церкви святого Климента в Праге, на неполный рабочий день, но сам пришёл к выводу, что не примет должность как недостойную его и что ему будет трудно найти общий язык с местным священнослужителем, потому что бывшие греко-католики Говорят, что они собираются вокруг церкви. Фактически, впервые в официальных материалах мы сталкиваемся с обоснованием того, что переход с поста епископа на пост священника противоречил бы каноническим нормам, поэтому это не выход из ситуации. Митрополит отказался от этой альтернативы на том основании, что он почувствовал интерес со стороны некоторых зарубежных церквей к судьбе Мефодия (Канчуги) и не хотел рисковать, приводя кому-либо из своих критиков аргумент о некомпетентности в вопросах канонического права. Перепросмотрев всю ситуацию, он пришёл к убеждению, что единственным выходом было возвращение Мефодия (Канчуги) на должность епископа при условии расширения числа епископов, но это видение неосуществимо, поскольку противоречит позиции государственной власти. Встреча Мефодия (Канчуги) в Министерстве образования и культуры 15 июля 1966 года в этой ситуации была фактически ненужной. Он слышал, что Церкви он не нуэен, и что пересмотра отзыва государственного согласия в обозримом будущем не будет. Епископ Мефодий (Канчуга) ушёл с собрания расстроенным и заявил, что у него нет другого выбора, кроме как просить о выселении его за границу. Говорят, что он вернулся по приглашению митрополита, чтобы занять должность епископа дома, и пока он здесь, он не может найти работу.
Июльские встречи показали, что поиски будущего епископа Мефодия (Канчуги) зашли в тупик. Решить эту проблему мог только сам епископ, уволившись со своего поста в Православной Церкви. На этом этапе дела последний раунд переговоров состоялся в сентябре 1966 года в порядке, обратном июлю. Сначала его пригласили в Министерство образования и культуры, где ему открыто сказали, что не будут препятствовать его деятельности в качестве православного священнослужителя и что все зависит от Церкви. Встреча с митрополитом Дорофеем (Филиппом) не предвещала ничего хорошего. В вопросе применения в пастырской деятельности он сослался на решение синода, сказав, что это не в его руках. В то же время он заявил, что хочет закрыть все дело раз и навсегда, потому что на него оказывается давление из-за границы и из восточной Словакии. Он сказал епископу Мефодию, что предложит синоду снять его с должности епископа-викария.
Когда это предложение было принято Министерством образования и культуры после некоторых колебаний, ничто не помешало его реализации. Церковный суд над епископом-викарием Мефодием (Канчугой) состоялся в Праге 1 декабря 1966 года с его участием. Было решено отстранить его от епископского сана, а если он нарушит управление церковью, то будет добиваться его низложения, лишения епископского сана. Процесс закончился через десять дней, когда епископ Мефодий пришёл забрать протокол суда и приговор. Документы он не получил и ушёл с заявлением, что не считает дело закрытым и уверен, что решение в его пользу будет пересмотрено в будущем. Он хотел и дальше приносить пользу церкви, предлагал помощь в отделе печати канцелярии Митрополичьего совета, но интереса не было. Из заявления канцлера Новака следует, что мирному разрешению дела помешало то, что он «не проявляет большего смирения, раскаяния и скромности». Где-то в марте 1967 года приходской священник Михал Спишиак, работавший в восточно-словацкой деревне Краловце, по инициативе Мефодия Канчуги направил письмо в ЦК Коммунистической партии Чехословакии в Праге, в котором он осведомился об обстоятельствах прибытия епископа Кирилл (Мучичка) на посту. В этом государственные органы усмотрели «явную» попытку назначить Мефодия (Канчугу) главой Михаловской епархии. В середине года Секретариату по делам церквей Министерства культуры и информации было поручено урегулировать ситуацию. Он провел беседу со священником Спишаком, всё ему объяснил и закрыл дело.
Тщетные попытки найти подходящую работу в церкви и за её пределами заставили его найти работу на Чехословацких государственных железных дорогах в Праге в качестве рабочего, по-видимому, водителем грузового поезда. Его отношения с госбезопасностью в это время также ослабли, хотя он передал ей «ряд интересных данных по вопросу о церкви» и о личности американского миллионера русинского происхождения Петра Харди, который якобы выполнял задания для американской военной разведки во время своих путешествий по Европе, включая Чехословакию и Польшу. После консультации в СССР было решено разорвать связь с Мефодием (Канчугой) на пять лет, так как «мы ему не доверяем полностью» и у него даже нет работы в церкви, от которой нам нужна информация. Кроме того, он был разоблачен как перед церковной иерархией в США, так и в Чехословакии как сотрудник службы безопасности. Он предал её, эмигрировав.
Большие надежды на перелом в ситуации, в которой оказался Канчуха, появились в 1968 году. Это было связано с политическими изменениями в Коммунистической партии, приведшими к возникновению так называемого «процесса возрождения», приведшего к пражской весне. Как неотъемлемую её часть приходится рассматривать восстановление греко-католической церкви, ликвидированной после 1950 года. Это обстоятельство оказало острое влияние на жизнь Православной Церкви, особенно в восточной Словакии. В ряде местностей были не только восстановлены общины греко-католической церкви, что вызвало межцерковное движение, но и решены имущественные вопросы и вопрос о собственности на храмы. Стихийность этих процессов, не избежавших эксцессов, вызывала нервозность и напряжение как на востоке страны, так и в пражской штаб-квартире церкви. 16-17 марта 1968 года митрополит Дорофей (Филипп) в сопровождении канцлера Новака отправился в восточную Словакию с целью разрешения ситуации в церкви. В Михаловце они отражали сильную тенденцию, или призыв к переменам во главе епархии. Тамошнему духовенству показалось, что епископ Кирилл (Мучичка) действовал недостаточно энергично в отстаивании интересов Православной Церкви и не в состоянии справиться с ситуацией в силу особенностей своего характера. Они потребовали кадровых изменений и рекомендовали их бывшему викарию Мефодию (Канчуге) занять эту должность. Эту идею поддержал и Комитет действий Православной церкви в Восточной Словакии, который 25 апреля 1968 года выступил с заявлением о ситуации в регионе. В результате общего изменения статуса церкви и внутрицерковных условий митрополит Дорофей (Филипп) попал под такое сильное политическое давление, что ему пришлось отступить. Он также был вынужден изменить свое прежнее отношение к делу епископа Мефодия (Канчуги). Комитет действия хотел, чтобы он выступил за переоценку позиций Секретариата по церковным делам относительно отзыва государственного разрешения на осуществление функций епископа, и назначил Мефодия (Канчугу) главой Михаловской епархии. Сам бывший епископ 2 мая 1968 года обратился в синод с просьбой возобновить служение церкви. Испуганный и неуверенный, митрополит поддался этому давлению и предпринял необходимые шаги, заявив, что Мефодий (Канчуга) должен был вступить в должность уже 15 мая 1968 года. Епископу Кириллу (Мучичке), как когда-то планировал Мефодий (Канчуга), было предложено переехать в Прагу. Он должен был стать викарием Пражской епархии с титулом «Жатецкий», поскольку эта должность оставалась вакантной с 1955 года. В тот момент, когда все, казалось, шло как нельзя лучше, процесс возвращения Мефодия (Канчуги) на пост главы Михаловской епархии был приостановлен. Против этого предложения неожиданно выступила словацкая сторона через директора Словацкого секретариата по делам церкви Ондрея Беланского. Он был не против в принципе, но считал дело слишком поспешным: «Немыслимо, когда греко-католическая церковь ещё не разрешена, назначить православного епископа с другой стороны!» Греко-католики сочли бы это невыгодной позицией государственного управления. Когда греко-католическая церковь будет допущена, а православная церковь будет добиваться нового устройства, пусть правителем будет назначен Мефодий (Канчуга).
Осенью 1968 года среди духовенства на востоке Словакии вспыхнула подписная кампания за возвращение Мефодия (Канчуги) на должность; его организаторы одновременно стремились переименовать Православную церковь в грекоправославную. Митрополичьим советом Православной Церкви в Праге было обещано, что желание будет исполнено к 1 октября 1968 года. От этого времени исходит несколько неясное сообщение от 28 декабря 1968 года о том, что Мефодий (Канчуга) прибыл из Вены в восточную Словакию: «Именно с этим православному епископу, что есть основания для подозрений, дабы не провоцировать провокации относительно существования контрреволюции среди Греко-католической церкви в Чехословакии». Очевидно, что начало нормализации с возобновлением тоталитарных практик также в церковной сфере поставило возможность возвращения епископа Мефодия на пост главы Михаловской епархии в тупик. Его личность разделила духовенство на востоке Словакии в 1970-е годы, у него были как сторонники, которые в очередной раз организовали сбор подписей в его пользу, так и противники. Госбезопсность возвращалась к нему каждые пять лет. Если в 1972 году она пришла к выводу, что как работник физического труда у него нет возможностей для разведывательной деятельности, и не обращалась с предложением вернуться к своим услугам, то в 1977 году ситуация была иной. В руководящих органах отмечалось, что в то время он поддерживал близкие отношения с Сергеем Найдеком, сотрудником службы безопасности в операции «враг», и они были заинтересованы в контроле над ним, потому что он поддерживал контакты с Западом и, более того, они воспринимали его как украинского националиста. Мефодий (Канчуга) не отказался от возобновления сотрудничества, но, с одной стороны, поставил это условием возвращения в Православную церковь, либо в управление епархии, либо, в крайнем случае, на должность священнослужителя в Карловых Варах, с другой стороны, он был после сердечного приступа, на инвалидности пенсия, так что вопрос в том, не было ли дело только в «вербовке» и смене кодового имени с Марины на профессора. Последний контакт Мефодия (Канчуги) с Православной церковью состоялся в 1981 году. В начале июля он вел переговоры с Митрополичьим Советом и митрополитом Дорофеем (Филиппом) о возможности возвращения к служению. Митрополит выразил свое одобрение, дал надежду на первоначальную роль священнослужителя и сказал, что увидится с ним позже. Похоже, что это дело было отметено либо государственной церковной администрацией, либо болезнью или смертью. Последний документ госбезопасности датирован 20 октября 1981 года, в котором предлагалось прекратить сотрудничество с Мариной «ввиду ухудшения здоровья и невозможности дальнейшего использования».
Последние время проживал со своей сестрой в городе Колин в Среднечешском крае Чехии, где и скончался 6 мая 1982 года. Похоронен в Праге.